# Зменшення (фільм)
«Зменшення» (англ. Downsizing) — американський науково-фантастичний фільм-трагікомедія, знятий Александером Пейном. У серпні—грудні 2017 року відбулися передпрем'єрні покази фільму на різних кінофестивалях (уперше — на Венеційському 30 серпня 2017 року). Світова прем'єра відбулася 22 грудня (Канада, Іспанія, США), в Україні прокат стрічки розпочався 1 лютого 2018 року.

## У ролях
- Метт Деймон — Пол Сафранек
- Крістоф Вальц — Душан Міркович
- Хонг Чау — Нгок Лан Тран
- Крістен Віг — Одрі Сафранек
- Удо Кір — Йоріс Конрад
- Сьорен Пільмарк — доктор Андреас Якобсен
- Джейсон Судейкіс — Дейв Джонсон
- Джеймс Ван Дер Бік — анестезіолог
- Ніл Патрік Гарріс — Джефф Лоновскі
- Лора Дерн — Лора Лоновскі
- Нісі Неш — продавець

## Виробництво
Зйомки фільму почались 1 квітня 2016 року в Онтаріо.

## Нагороди та номінації
| Список нагород та номінацій | Список нагород та номінацій | Список нагород та номінацій    | Список нагород та номінацій | Список нагород та номінацій | Список нагород та номінацій |
| Кінофестиваль/Кінопремія    | Рік                         | Категорія                      | Номінант(и)                 | Результат                   | Дж                          |
| --------------------------- | --------------------------- | ------------------------------ | --------------------------- | --------------------------- | --------------------------- |
| Премія «Золотий глобус»     | 7.01.2018                   | Найкраща акторка другого плану | Хонг Чау                    | Номінація                   | [ 4 ] [ 5 ]                 |